# Listerfehrda
Listerfehrda è una frazione della città tedesca di Zahna-Elster.